# 吸収法則
吸収法則（きゅうしゅうほうそく、英: Absorption law）は、代数学において1対の二項演算を結びつける恒等式である。吸収律あるいは簡約律とも。
任意の二項演算 $ と % について吸収法則が成り立つとは、次の式が成り立つことを意味する。
a $ (a % b) = a % (a $ b) = a.
このとき、演算 $ と % は一種の双対である。
2つの二項演算について閉じている集合があるとする。これらの演算に交換法則と結合法則が成り立ち、吸収法則も成り立つ場合、これらを抽象代数学的には束と呼ぶ。また、2つの演算子を「交わり」と「結び」と呼ぶ。交換法則と結合法則は、一般的な代数的構造でも成り立つことが多いので（例えば、実数の加算と乗算など）、吸収法則が束を特徴付けていると言える。ブール代数やハイティング代数は束の一種なので、これらも吸収法則に従う。
古典論理学がブール代数のモデルであるように、直観論理とハイティング代数には同様の関係がある。そのため、それぞれ論理和と論理積に対応する演算 {\displaystyle \vee } と {\displaystyle \wedge } に吸収法則が成り立つ。
{\displaystyle a\vee (a\wedge b)=a\wedge (a\vee b)=a}
ここで、= は論理式における同値の意味である。
吸収法則は、適切さの論理、線形論理、部分構造論理では成り立たない。